# Universiteit van Adelaide
De Universiteit van Adelaide is een openbare universiteit in de Australische stad Adelaide. De universiteit is opgericht in 1874 en is daarmee de op twee na oudste universiteit in Australië.
De universiteit heeft 5 campussen verspreid over de staat Zuid-Australië. De belangrijkste ervan is gevestigd in het centrum van Adelaide.

## Professoren en alumni
- William Henry Bragg
- William Lawrence Bragg
- John Maxwell Coetzee
- Howard Florey
- Julia Gillard
- Lionel Logue
- Robin Warren
- Ghil'ad Zuckermann